# Orzeł (film)

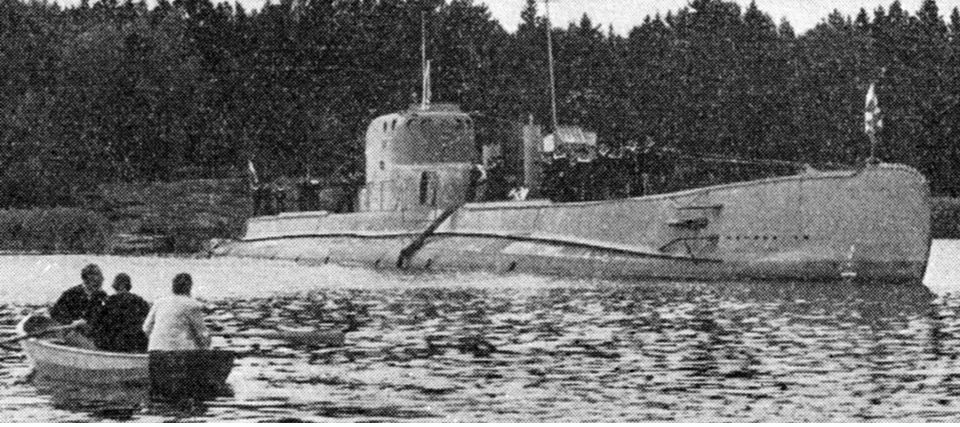
ORP „Sęp”

Orzeł – polski film wojenny z 1958 w reżyserii Leonarda Buczkowskiego, przedstawiający fabularyzowane losy polskiego okrętu podwodnego ORP „Orzeł” na początku II wojny światowej.

## Fabuła
Prawdziwego „Orła” na planie filmowym zastąpił okręt ORP „Sęp”, a okręty niemieckie były imitowane przez polskie okręty, m.in. trałowce typu T-43. Imitacją niemieckiego frachtowca „Schwerin”, zatrzymanego i zniszczonego przez „Orła” po ucieczce z Tallinna, był polski motorowiec „Hugo Kołłątaj”. Zasadniczo historia opowiedziana w filmie obejmuje tzw. epizod talliński – zawinięcie okrętu do neutralnego portu w celu zdania do szpitala na ląd chorego dowódcy, internowanie w tym porcie, ucieczkę z niego i przedarcie się na Morze Północne. Nie jest to ścisła relacja o przejściach autentycznego „Orła”. Twórcy filmu, zachowując autentyczną nazwę okrętu, zmienili nazwiska jego oficerów. Kmdr por. Kłoczkowski stał się kmdr. por. Kozłowskim, kpt. Grudziński – kapitanem Grabińskim, por. Piasecki – por. Pileckim.

## Obsada
Załoga Orła:
- Oficerowie:
  - Aleksander Sewruk (komandor podporucznik Henryk Kłoczkowski, w filmie Kozłowski) – pierwszy dowódca, pozostał w Tallinnie
  - Wieńczysław Gliński (kapitan marynarki Jan Grudziński, w filmie Grabiński) – drugi dowódca
  - Jan Machulski (porucznik marynarki Pilecki)
  - Roland Głowacki (porucznik marynarki Roland) – mechanik
  - Andrzej Herder (podporucznik marynarki Morawski)
- bosmani:
  - Zbigniew Filus (starszy bosman Wacław Pierzchała)
  - Czesław Piaskowski (bosman Serafin)
  - Henryk Bąk (bosman Wiktorczyk)
  - Tadeusz Gwiazdowski (bosman Bryt)
  - Ignacy Machowski (bosman Mirta) – radiotelegrafista
- maci:
  - Bronisław Pawlik (mat Rokosz)
  - Jerzy Nowak (mat Sznuk)
  - Michał Gazda (mat Okoń)
  - Józef Łodyński (mat Baczek)
- marynarze:
  - Stanisław Bareja (kucharz)
  - Henryk Boukołowski (marynarz)

Inni:
- Marian Nowicki – polski attaché morski (kapitan marynarki) w Tallinnie
- Kazimierz Wilamowski – estoński admirał dokonujący internowania
- Stanisław Milski (Hozer) – zastępca komendanta portu w Tallinnie
- Ryszard Filipski – estoński żołnierz
- Zygmunt Hübner – kapitan niemieckiego statku

Pozostali:
- Lech Wojciechowski, Jerzy Kozakiewicz, studenci PWST (Warszawa) i PWSTiF (Łódź)

Konsultantem z ramienia MW był kmdr Bolesław Romanowski.

## Zdjęcia
- Gdynia